# Pain & Gain
Pain & Gain (Sangre, sudor y gloria en Hispanoamérica y Dolor y dinero en España) es una película de acción-comedia de 2013 dirigida y producida por Michael Bay y escrita por Christopher Markus y Stephen McFeely. Protagonizada por Mark Wahlberg, Dwayne Johnson y Anthony Mackie. Está basada en una historia real donde se detalla el secuestro, extorsión, tortura y asesinato de varias víctimas por un grupo de culturismo del Sun Gym en Miami, Florida.

## Argumento
La película empieza en junio de 1995. Daniel Lugo (Mark Wahlberg) está haciendo ejercicio fuera del Sun Gym cuando la policía empieza a llegar. Luego empieza a escapar del lugar hasta que es atropellado por una patrulla.
Luego la historia retrocede meses antes. Lugo es un intrigante y recién liberado convicto, que cumplió condena por fraude de 
Medicare. Lugo trabaja como un entrenador personal en el Sun Gym donde entrena a un cliente, Victor Kershaw (Tony Shalhoub), un hombre de negocios multimillonario. El propietario del Sun Gym John Mese (Rob Corddry) lo contrata para incrementar los socios y hacer el gimnasio avanzado en cuanto a pesas y músculos. Lugo triplica los socios del gimnasio en seis semanas y se hace amigo del entrenador Adrian Doorbal (Anthony Mackie). Doorbal, un culturista, usa esteroides, que lo dejan impotente. Lugo pronto desea los ingresos y estilo de vida alcanzados por un nuevo miembro del gimnasio que comienza a entrenar: Kershaw, quien cree que Lugo es un estafador. Inspirado por el orador motivacional Johnny Wu (Ken Jeong), Lugo decide ser un "ejecutor" y trama un plan para Kershaw: Torturarle y extorsionarle para así quedarse con su dinero y posesiones.
Lugo recluta a Doorbal y al exconvicto, Paul Doyle (Dwayne Johnson), quien había sido liberado tras la adicción de cocaína y ahora se está convirtiendo al catolicismo. Doyle se niega al principio, pero cambia cuando su pastor le intenta seducir sexualmente. Esta «Pandilla del Sun Gym» intenta capturar a Kershaw en su casa, pero fracasan tras verlo con su familia, bendiciendo el Sabbat. En su segundo intento, ellos compran trajes ninja y un traje verde para su secuestro, aunque se confunden debido a que tenían diferentes BMWs.
En su tercer intento, Doorbal lo electrifica con un táser y lo secuestran. Llevan a Kershaw a un almacén que Lugo consiguió a través de un amigo. El almacén, en lugar de tener equipos de gimnasia como Lugo y los demás pensaban, en realidad contiene juguetes sexuales. Los secuestradores cambian sus voce,s pero Kershaw reconoce a Lugo por su colonia barata; de esta manera, Kershaw sabe que su destino está sellado, puesto que le hizo saber a Lugo quien era su secuestrador. Luego de esto, los tres secuestradores van al gimnasio para persuadir al abogado que le firme un documento en donde Kershaw le cede toda su fortuna. Desafortunadamente para ellos era necesaria la presencia de la víctima para llevar a cabo el trámite. De esta manera, Lugo obliga a su víctima a firmar con los ojos vendados y ya torturado y se sale con la suya.
Inicialmente, todo les sale bien: Lugo se va a vivir al vecindario y a la casa de Kershaw, Doorbal invierte todo en una casa nueva para él y su novia, mientras que Paul se hace novio de la antigua novia de Lugo, pero vuelve a caer en la adicción a la cocaína. Lugo considera matar a Kershaw para no levantar sospechas en contra de las protestas de Paul, emborrachándolo primero y diciéndole que tomará un avión para irse del país, sin lograr que Kershaw caiga en la mentira. Lo intentan cuatro veces:
1)Lo lanzan con un automóvil contra una columna de un puente en construcción pero sobrevive.
2)Incendian el coche con gasolina, el cual explota, pero aun así sobrevive.
3)Intentan atropellarlo en contra de los deseos de Paul, aunque Kershaw logra hacerse a un lado, quedando tirado en el piso justo detrás del automóvil y en el camino de las llantas.
4)Intentan aplastarlo con las llantas del automóvil y con esto creen que muere y se van del lugar.
Debido al escándalo, aparece la Policía y encuentran a Kershaw tirado en el piso, entre pedazos de asfalto, siendo la razón por la que sobrevivió. Ya en el hospital, le cuenta a la Policía todo lo que le sucedió, pero no le creen debido a su manera de ser, por la cantidad de alcohol en su organismo cuando lo encontraron, por los juguetes sexuales que encontraron quemados y porque nadie lo reportó desaparecido mientras estuvo ausente. Luego, mientras el trío de fisicoculturistas se dan la gran vida con los bienes de Kershaw, este llama por teléfono al número de Ed Du Bois II, un investigador privado, desde un directorio viejo del hospital, pero le responde su hijo, Ed Du Bois III, el cual ya está viejo y trata de contratarlo pero este se niega al escuchar su historia, aunque le aconseja, de forma hipotética, que salga del hospital, ya que podrían buscarlo para matarlo, y en efecto, Lugo, Doorbal y Doyle ven que Kershaw no aparece como muerto entre las noticias y averiguan en qué hospital se encuentra y lo van a buscar allá, solo para descubrir que ha escapado. Kershaw se esconde en un hotel barato para evitar que lo encuentren, aunque más tarde el investigador privado lo encuentra, gracias a que le pagó al taxista 40 dólares para que le dijera a donde lo llevó.
Este le advierte a Kershaw que tendrá más problemas que antes si le está engañando, por lo que se propone a investigar, luego de que Kershaw le dé el nombre de Daniel Lugo. logra ubicarlos, los sigue y los fotografía, acumulando gran evidencia. Averigua las transacciones y otros movimientos monetarios que hizo el trío, sobre todo Doorbal, preguntando a la vendedora de casas que le vendió la casa a Doorbal como la pagó. Luego se hace pasar por un cliente de Lugo y pasa un día en el gimnasio interactuando con él, aunque esto le pasa factura físicamente. Doyle intenta, luego de quedarse sin dinero, robar a un camión del banco pero el robo sale mal y se ve obligado a huir, perdiendo un dedo del pie por el disparo de un policía.
Luego de escapar, llega en un taxi a la boda de Doorbal para hablar con Lugo con el fin de convencerlo de hacerle un golpe a Frank Griga, un empresario de la industria pornográfica, que Paul odiaba por su actitud. Doorbal escucha esto y se anima ya que se gastó todo su dinero en la casa y afirma que necesita una "operación", ya que es impotente y necesita el dinero para tener potencia sexual, aunque Daniel se niega porque el si ha hecho las cosas bien con lo que ha obtenido de los bienes de Kershaw.
Mientras tanto, Kershaw decide llamar al dueño del gimnasio, John Mese (Rob Corddry) y le recrimina que autentificó los documentos como notario sin él haber estado presente. Mese busca furioso a Lugo y le revela que Kershaw ha llamado, pidiendo todo su dinero. Kershaw llama otra vez, esta vez desde el teléfono principal del hotel donde se esconde, ya que rompió el de su cuarto producto de la ira, recibiendo mentiras por parte de Mese y acusándolo de fraude. Luego de colgar, Lugo averigua en que hotel se esconde Kershaw, gracias a que pulsa *69 y él, junto con Doyle y Doorbal lo van a buscar allí, solo para descubrir que se les ha vuelto a escapar. Allí, Lugo descubre que el que le paga la habitación es el detective Ed Du Bouis III, por lo que se alarma bastante.
Luego, el detective busca ayuda a la policía, concretamente al jefe, mientras este está en un operativo antidrogas. Lugo y Doorbal van a la casa del detective para atacarla, mientras su esposa está allí, pero llega en una patrulla de la policía y estos se ven obligados a escapar a toda velocidad .El detective va a la dirección nueva donde se ha escondido Kershaw y decide llevárselo a su casa, para mantenerlo a salvo. 
Lugo decide dar un golpe más grande y va por Griga, fingiendo que es un inversor de una empresa de ponografía telefónica. Planean engañarlos en la casa de Doorbal, en donde Doorbal distrae a la esposa de Griga mientras Lugo y Griga hablan de negocios. Allí Griga le confiesa que no confía en él, ya que es un novato en los negocios, provocando que Lugo se enoje e inicie una pelea con Griga que acaba en la muerte de Griga. Debido al escándalo de la pelea, la esposa de Griga va a ver que sucede y descubre lo ocurrido, para luego tratar de matar a tiros a Lugo, pero Doorbal le inyecta un potente tranquilizante. Lugo y Doyle intentan usar una combinación de Krisztina fuertemente sedada, para abrir una caja fuerte en la casa de ella y de Griga, pero no funciona. Cuando Krisztina intenta escapar, Doorbal la mata accidentalmente con una segunda inyección.
Desmembran y desechan los cuerpos en un pantano, incinerando las manos para eliminar las huellas dactilares. Doyle, perturbado por la violencia que cometió, deja a la pandilla y regresa a la iglesia del sacerdote. La policía se entera de las desapariciones de Griga y Krisztina y, con la evidencia de Du Bois, establecen un plan para arrestar a la banda Sun Gym.
La Policía arresta a Doyle en la iglesia, Doorbal en su casa y Mese en el Sun Gym mientras Lugo logra escapar, en una secuela de la primera escena de la película. Lugo huye en la lancha rápida de Kershaw. Deduciendo que Lugo va tras la cuenta bancaria en Nasáu, Bahamas, la Policía se apresura a capturarlo en el banco. Lugo logra escapar nuevamente, pero esta vez Kershaw lo atropella y finalmente lo arrestan.
En el juicio, Doyle da la vuelta a Doorbal y Lugo con una confesión completa, y Robin se divorcia de Doorbal la noche anterior para testificar en su contra. Al final, los cuatro son condenados.
La escena final muestra a Lugo en la prisión mientras cuenta que espera otra oportunidad en la vida. Luego dice la misma línea de la primera escena: "Mi nombre es Daniel Lugo y creo en el fitness".
Los créditos finales revelan el destino de los personajes principales:
- Daniel Lugo, condenado a muerte, más 30 días por «ser un gilipollas» con un guardia.
- Adrian Doorbal, condenado a muerte.
- Paul Doyle, condenado a quince años (por su confesión completa), cumplió siete años, convertido de nuevo al cristianismo.
- John Mese, condenado a quince años (murió en prisión).
- El nombre de Victor Kershaw se cambió en la película para proteger al superviviente.
- El nombre de Sorina Luminita fue cambiado en la película para proteger al superviviente. Actualmente no es una estrella de cine.

La película termina con el dicho de Lugo: «Ese es el sueño americano».

## Elenco
- Mark Wahlberg como Daniel Lugo.
- Dwayne Johnson como Paul Doyle (basado en Carl Weekes, Jorge Delgado).
- Anthony Mackie como Adrian "Noel" Doorbal.
- Tony Shalhoub como Victor Kershaw (basado en Marc Schiller).
- Rob Corddry como John Mese.
- Ed Harris como Det. Ed Du Bois, III.
- Rebel Wilson como Robin Peck (basado en Cindy Eldridge).
- Ken Jeong como Johnny Wu.
- Bar Paly como Sorina Luminita (basado en Sabina Petrescu).
- Michael Rispoli como Frank Griga.
- Tony Plana como Capitán López.
- Emily Rutherfurd como Carolyn "Cissy" DuBois.
- Larry Hankin como Pastor Randy.
- Peter Stormare como Dr. Bjornson.
- Brian Stepanek como Brad McCallister.

## Producción
Michael Bay anunció por primera vez la película después del lanzamiento de  Transformers: la venganza de los caídos  (2009). Bay dijo que quería hacer "Pain & Gain" entre la segunda y la tercera  película de "Transformers". El proyecto quedó en suspenso cuando Paramount presentó la tercera película, Transformers: el lado oscuro de la luna, fecha de lanzamiento en 2011.[cita requerida]
El 13 de febrero de 2012, se confirmó que el presupuesto de la película sería financiado por Paramount Pictures como parte de un acuerdo de dos películas con Bay, y el presupuesto sería de $ 35 millones, lo que la convertiría en la película más barata que él. ha dirigido alguna vez, desde su primer largometraje " Bad Boys" (1995), gracias en parte a que Bay, Johnson y Wahlberg no aceptaron salarios. En su lugar, firmaron a cambio de los gastos finales de las ganancias de la película.  Bay confirmó más tarde que la producción comenzaría en Miami en abril siguiente, declarando: "Estoy muy emocionado de simplificar mi carrera cinematográfica esta primavera con una gran pieza de personaje". El 17 de febrero, surgieron informes de que Ed Harris se había unido oficialmente al elenco y se rumoreaba que Rob Corddry interpretaba a John Mese, un ex culturista competitivo que ahora es dueño del gimnasio donde el personaje de Wahlberg trabaja como entrenador personal. El 23 de febrero, se confirmó que Anthony Mackie se había unido al elenco como "un culturista y compañero de entrenamiento del personaje de Wahlberg, Adrian Doorbal, quien tiene poco que mostrar durante su tiempo en el gimnasio y decide involucrarse con el retorcido plan."
El 28 de febrero de 2012, se informó que la modelo israelí Bar Paly y el actor libanés-estadounidense Tony Shalhoub se habían unido al elenco. Paly es elegida como "una inmigrante ilegal y ex reina de belleza que sueña con convertirse en la próxima Marilyn Monroe. El personaje de Wahlberg promete convertirla en una estrella, y ella, a su vez, acepta hacer todo lo que él le pida al servicio de su nueva país." El papel de Shalhoub en la película es el de "Marc Schiller, el objetivo del plan de secuestro". El 5 de marzo, se informó que Scott Rosenberg se incorporó para mejorar el guion. Rosenberg había trabajado anteriormente con Bay en " Armageddon" (1998). En un comunicado el 7 de marzo, Bay informó que el presupuesto era de $ 22 millones y dijo que estaba tomando  escala del director para la película.
El 27 de marzo de 2012, Rebel Wilson se unió al elenco como Robin Peck, y la fotografía principal comenzó en Miami el 31 de marzo de 2012. El 4 de abril, la actriz holandesa Yolanthe Sneijder-Cabau se unió al elenco como el objeto de deseo del personaje de Wahlberg. El 5 de abril, Ken Jeong se unió al elenco como un personaje llamado Jonny Wu. El tráiler oficial de la película fue lanzado el 19 de diciembre.

## Diferencias entre la película y la historia verdadera
Varios medios comparan los detalles que en contraste muestran los eventos de cine y los reales. Como David Haglund y Forrest Wickman escribió en el blog de la cultura de la pizarra, "Browbeat": "La película más o menos se adhiere a un esquema muy general proporcionada por la longitud de la novela corta, de tres partes, una serie muy detallada escrita por Pete Collins y publicado en el Miami New Times, hace más de una década, no es sorprendente que muchos detalles, y una serie de personajes importantes, se eliminen de la película, y una gran cantidad de nuevos detalles ficticios.
A continuación, aparecen una serie de diferencias entre la película y los eventos reales:
La película retrata a la pandilla del Sun Gym como compuesto por tres miembros principales (Daniel Lugo, Adrian Noel Doorbal y Paul Doyle) y dos cómplices [John Mese (el dueño de Sun Gym y contador del Miami Shores que notarizo los documentos de Kershaw - en realidad, Marc Schiller - a Lugo) y la estríper Sorina Luminita (basada en Sabina Petrescu), a quien reclutó Lugo - dijo - para servir como "tarro de miel" de la banda]. En realidad, la banda era más grande, el personaje de Doyle es una composición de varias personas reales que no estaban representados en la película, como Carl Weekes y Jorge Delgado y la novia de la vida real de Doorbal (Cindy Etheridge) que ayudó a sacar sangre del matorral en las paredes de los condominios de Doorbal después que Doorbal había desmembrado a los cuerpos de Griga y el de Furton. Además, a diferencia de Sorina, que en la película Lugo pasa a Doyle, Sabina y Lugo permanecieron juntos como pareja y se comprometieron, y huyeron juntos a las Bahamas (con los padres de Lugo). Jugadores de la vida real, además de los eventos se detallan el artículo del Miami New Times, "Recuadro: elenco de personajes".
En la película, Victor Kershaw dice que nació en Bogotá, Colombia. Su homólogo de la vida real, Marc Schiller, nació en Argentina.
Schiller y Lugo no se hacen amigos entre sí; Schiller en realidad desconfiaba de Lugo. Era Delgado (quien trabajó para Schiller, al igual que la esposa de Delgado), quien se hizo amigo de Lugo y dirigió a Schiller, y fue en el almacén de Delgado (no de Schiller), donde los secuestradores realizaron y torturaron a Schiller durante todo un mes, mientras que lo extorsionaban y antes de intentar para matarlo.
En la película, Victor Kershaw con los ojos cerrados reconoce a Lugo por su colonia. En realidad, Marc Schiller reconoció su voz.

## Controversia
The Associated Press publicó un artículo entrevistando a sobrevivientes e investigadores de la pandilla Sun Gym. El sargento de policía de Miami-Dade. Félix Jiménez declaró: "Estás hablando de personas reales. Y en este caso particular, especialmente cuando estás hablando de las víctimas de asesinato, estas fueron víctimas inocentes". Zsuzsanna Griga, cuyo hermano y novia de la pandilla mataron y desmembraron, dijo que no quería que el público estadounidense simpatizara con los asesinos".
David Haglund y Forrest Wickman de Slate escribieron, en una publicación titulada "¿Qué tan cierto es el dolor y la ganancia?": "Además de la racionalización habitual de Hollywood y la amplificación de ciertas escenas, los cambios parecen en gran medida diseñados para hacer que los criminales centrales sean más comprensivos. Si crees que es algo respetable dependerá de lo que pienses de su historia real, y quizás, de las películas en general".